# Quio (cidade)
Quio (em grego: Χίος, transl. Chíos) é uma cidade no leste da Grécia. É a capital e cidade principal da ilha e prefeitura de Quio.